# Bronx River

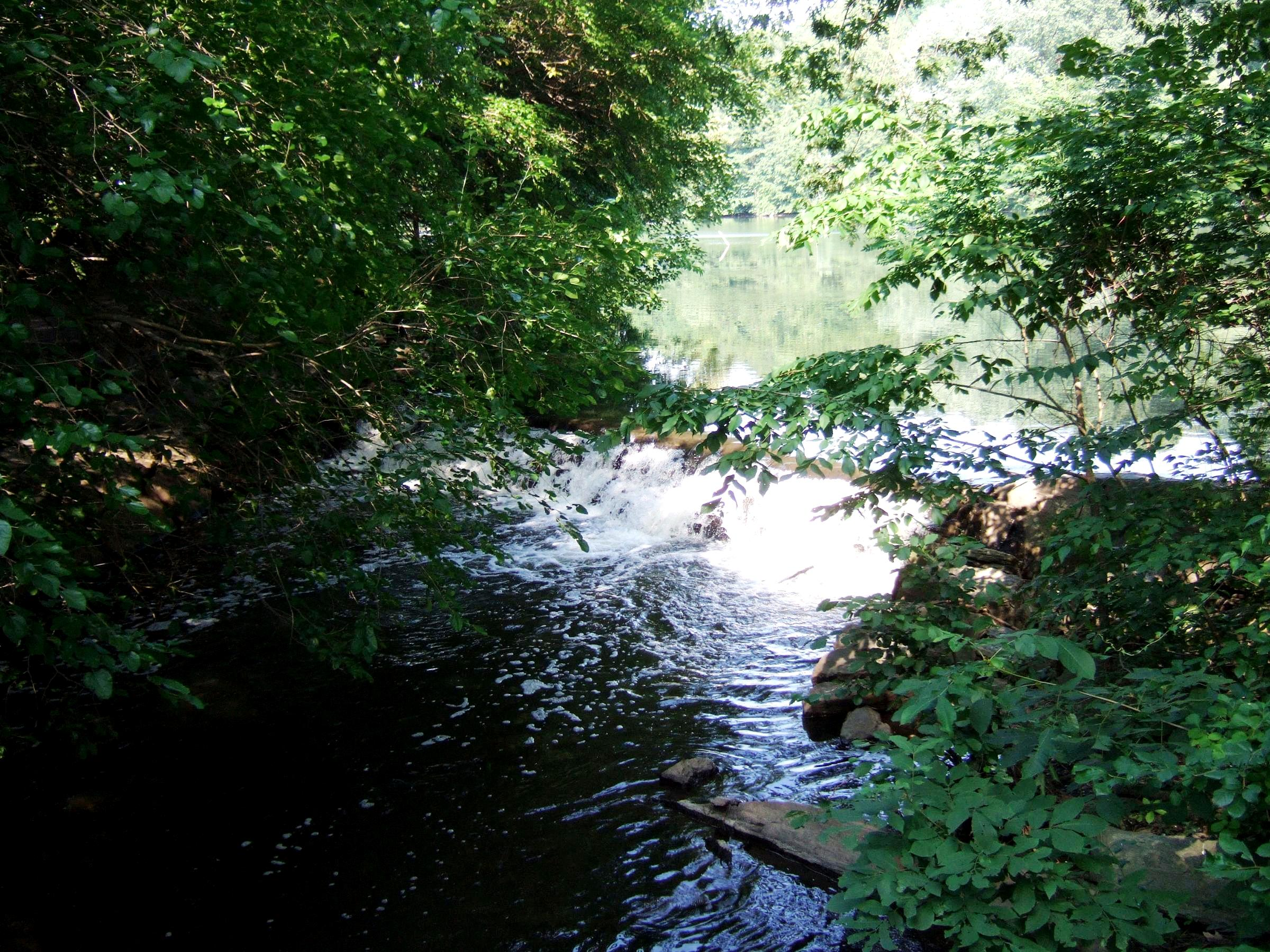
Bronx River al Comtat de Westchester.

El Bronx River és un riu de 38 km de llarg de New York, situat al borough del Bronx. Els Amerindis l'anomenaven Aquahung abans de l'arribada dels colons europeus, entre els quals Jonas Bronck que hi va arribar el 1639 i va donar el seu nom al riu així com al barri. El riu neix a Kensico Reservoir, situat al comtat de Westchester, a l'Estat de Nova York. El Bronx River flueix aleshores cap al sud passant per White Plains, després en direcció al sud-oest a través de les ciutats d'Edgemont, Tuckahoe i Bronxville. El riu separa aleshores Yonkers i Mount Vernon, abans d'arribar a nivell del Bronx, on travessa el Bronx Park, i el New York Botanical Garden. El Bronx River acaba aleshores dins l'East River, que acaba a l'oceà Atlàntic.
Durant el segle xix i el segle xx, el riu servia de claveguera on s'abocaven les deixalles industrials cada dia. Malgrat el declivi de les indústries manufactureres de la zona, el riu continua rebent deixalles de les comunitats que viuen a la seva riba. Però recentment, associacions de defensa de la natura, com la Bronx River Alliance han pres mesures per tal de lluitar contra aquesta contaminació, i de tornar al curs d'aigua la seva puresa original. La neteja del riu va ser una de les prioritats del senador José Serrano que va desbloquejar 14,6 milions de dòlars de fons federals per a rehabilitar el curs d'aigua, en el qual nombroses ciutats del comtat de Westchester continuaven abocant-hi les seves aigües residuals. A conseqüència, el 28 de novembre de 2006, les ciutats de Scarsdale, White Plains, Mount Vernon i Greenburgh es van comprometre mitjançant un contracte a posar fi a aquesta contaminació.
Un dels primers molins situats a les ribes del riu és el Lorillard Tobacco Mill, que ara es troba al Jardí botànic de New York.